# تناظر جزيئي

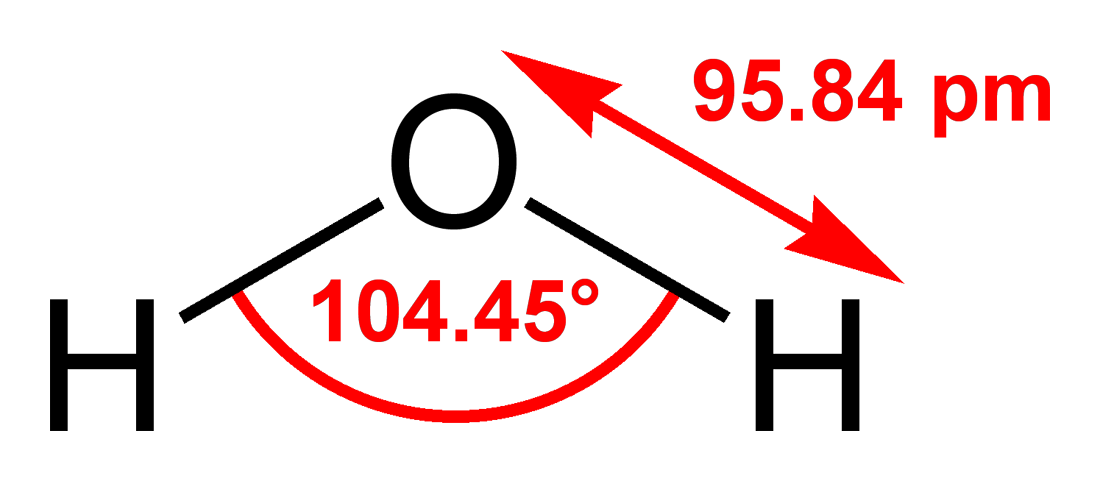

التناظر الجزيئي في الكيمياء هو وصف لحالة التناظر الموجودة في الجزيئات، ولعملية تصنيف الجزيئات حسب تناظرها. تفيد معرفة التناظر الجزيئي في معرفة الخصائص الكيميائية للجزيئات مثل عزم ثنائي القطب والانتقالات المطيافية الممكنة مثل قواعد الاختيار.
يعد مفهوم التناظر الجزيئي من المبادئ الأساسية في دراسة الكيمياء الفيزيائية والكيمياء الكمومية والكيمياء اللاعضوية. يعتمد مفهوم التناظر الجزيئي رياضياً على نظرية الزمر، والتي تمكّن من دراسة تناظر المدارات الجزيئية، مع تطبيق الضوابط الكيميائية مثل طريقة هوكل ونظرية حقل الربيطة وقواعد وودورد-هوفمان. من الأطر النظرية الأخرى التي يعتمد عليها في التناظر الجزيئي مفهوم النظام البلوري لوصف التناظر البلوري في الجزيئات.
تتضمن التقنيات المستخدمة في دراسة التناظر الجزيئي كل من دراسة البلورات بالأشعة السينية بالإضافة إلى أجهزة مطيافية مثل مطيافية الأشعة تحت الحمراء.

## اقرأ أيضاً
- تناظر
- بنية جزيئية